# Anna Leśniewska
Anna Leśniewska (25 de julio de 1985) es una deportista polaca que compitió en halterofilia. Ganó una medalla de bronce en el Campeonato Europeo de Halterofilia de 2013, en la categoría de 63 kg.

## Palmarés internacional
| Campeonato Europeo | Campeonato Europeo | Campeonato Europeo | Campeonato Europeo |
| Año                | Lugar              | Medalla            | Categoría          |
| ------------------ | ------------------ | ------------------ | ------------------ |
| 2013               | Tirana (Albania)   | Medalla de bronce  | 63 kg              |